# Indywidualne Mistrzostwa Szwecji na Żużlu 1976
Indywidualne Mistrzostwa Szwecji na Żużlu 1976 – cykl turniejów żużlowych, mających wyłonić najlepszych żużlowców szwedzkich. Tytuł wywalczył Anders Michanek (Getingarna Sztokholm). 

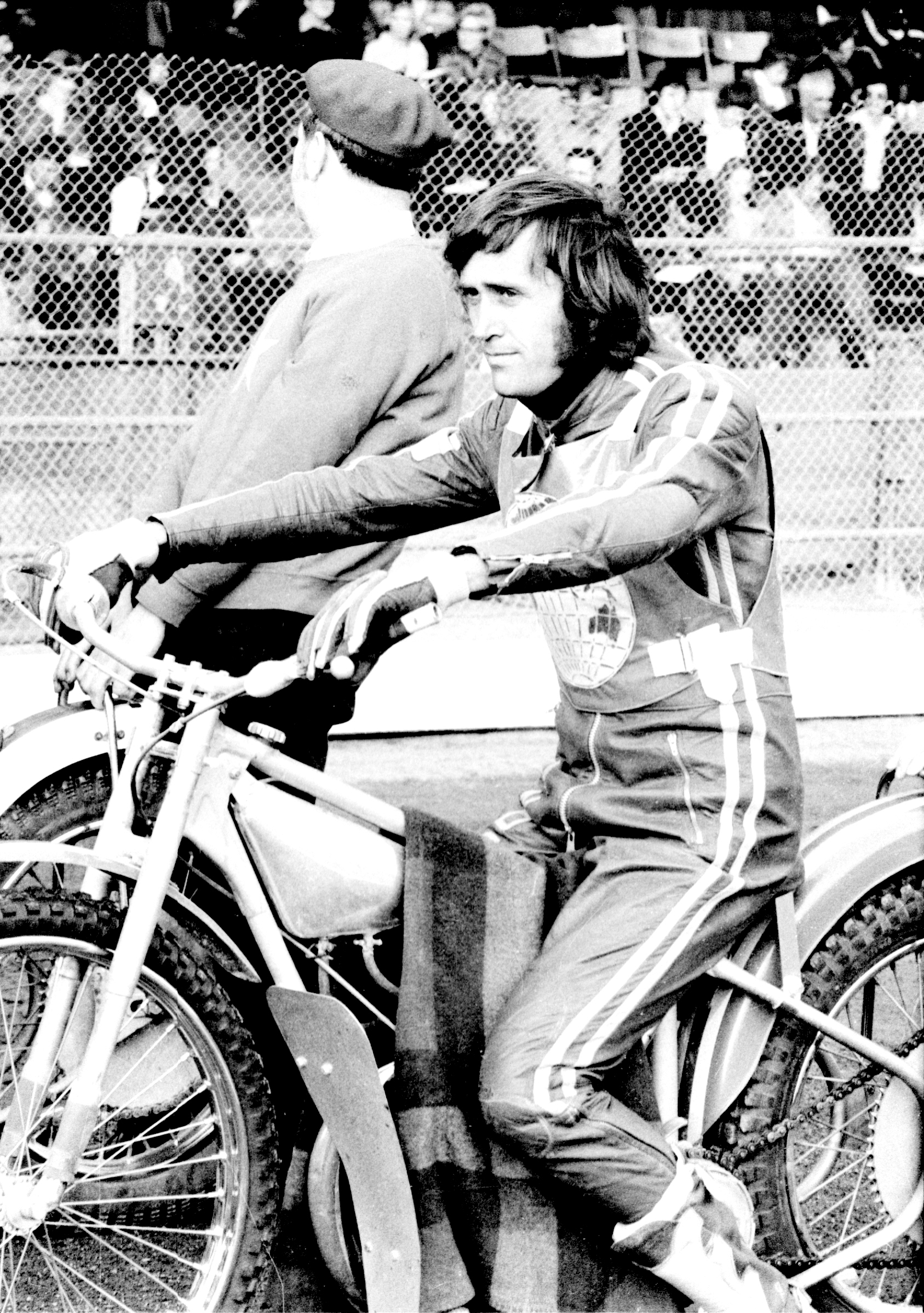
Anders Michanek - mistrz Szwecji 1976

## Finał
- Vetlanda, 24 września 1976

| Msc. | Zawodnik           | Klub                 | Pkt |  |  |
| ---- | ------------------ | -------------------- | --- |  |  |
| 1    | Anders Michanek    | Getingarna Sztokholm | 15  |  |  |
| 2    | Bernt Persson      | Indianerna Kumla     | 14  |  |  |
| 3    | Christer Löfqvist  | Njudungarna Vetlanda | 12  |  |  |
| 4    | Tommy Nilsson      | Getingarna Sztokholm | 11  |  |  |
| 5    | Jan Andersson      | Kaparna Göteborg     | 11  |  |  |
| 6    | Bo Wirebrand       | Njudungarna Vetlanda | 10  |  |  |
| 7    | Lars-Åke Andersson | Njudungarna Vetlanda | 9   |  |  |
| 8    | Karl Erik Claesson | Örnarna Mariestad    | 6   |  |  |
| 9    | Richard Hellsén    | Getingarna Sztokholm | 6   |  |  |
| 10   | Willy Karlsson     | Njudungarna Vetlanda | 6   |  |  |
| 11   | Stefan Salmonsson  | Smederna Eskilstuna  | 5   |  |  |
| 12   | Bengt Jansson      | Smederna Eskilstuna  | 5   |  |  |
| 13   | Sören Karlsson     | Vargarna Norrköping  | 4   |  |  |
| 14   | Therje Henriksson  | Lejonen Gislaved     | 4   |  |  |
| 15   | Sven Nilsson       | Bysarna Visby        | 2   |  |  |
| 16   | Kenneth Selmosson  | Kaparna Göteborg     | 0   |  |  |